# Flor de Jara
Flor de Jara (anteriormente denominada Bucaré) es una ganadería española de reses bravas, y que proviene directamente de la Casta Vistahermosa. Esta fue vendida por Pedro José Picavea de Lesaca a Manuel Suárez Cordero, que a su vez la repartió entre sus hijos; una de ellas fue para Dolores Monge, viuda de Murube, y a raíz de esta nacerá la ganadería de Bucaré, y que hoy se conoce como Flor de Jara. Las reses pastan en la finca “Zahurdón”, situada en el municipio madrileño de Colmenar Viejo; está inscrita en la Unión de Criadores de Toros de Lidia.

## Origen «Vistahermosa»
La antigua ganadería de Vistahermosa fue adquirida en 1827 por Pedro José Picavea de Lesaca y de los Olivos, uno de los referentes de las dos ramas en las que está dividida la casta Vistahermosa. En 1828 vendió unos toros a Manuel Suárez Cordero, que consiguió formar una ganadería que repartió en 1850 entre sus dos hijos; la parte que correspondió a Manuel Suárez Jiménez fue vendida en 1863 por este a Dña. Dolores Monge Roldán, viuda de Murube, que ese mismo año había comprado un tercio de la ganadería de José Arias Saavedra, uniendo de esta manera las líneas Barbero de Utrera-Arias Saavedra con la de Varea-Picavea de Lesaca. Dolores Monge muere en 1884 y la ganadería es heredada por sus hijos Felipe y Joaquín Murube Monge. La mitad de la ganadería fue vendida el mismo año del fallecimiento de la ganadera a Eduardo Ibarra, el cual la divide en dos partes que van para Fernando Parladé y para Manuel Fernández Peña, que se la vende a su vez en 1905 a Enrique Queralt y Fernández-Maquieira, conde de Santa Coloma. Con estas reses de Ibarra procedentes de Vistahermosa y con otras que le compró al Marqués de Saltillo unió las dos principales ramas de la casta Vistahermosa y creó el Encaste Santa Coloma.

## Historia de la ganadería
En 1932, D. Joaquín Buendía Peña y su padrino compraron la ganadería del Conde de Santa Coloma y la llevaron conjuntamente hasta que se separaron; Joaquín se quedó con el viejo hierro del conde y su padrino Felipe Bartolomé con el hierro vazqueño de Rafael Surga, que habían adquirido conjuntamente antes de comprar el del conde. Joaquín creó su propia ganadería usando el hierro anteriormente comentado, y más tarde creó la línea que lleva su nombre dentro del Encaste Santa Coloma. Hacia el año 1996 hace una repartición de la ganadería entre sus trece hijos; seis de ellos, Pilar, Carmen, Elena, Concha, Rocío y Javier Buendía, crean con su parte una ganadería a la que llaman primeramente Bucaré, que empieza a cosechar ciertos éxitos y alcanza un cartel estimable. En 2008 se la venden al actual ganadero y propietario Carlos Aragón Cancela, matador de toros originario de la localidad madrileña de Colmenar Viejo, y que pasa a llamarla como Flor de Jara.

### Toros célebres
| Nombre   | Número | Capa    | Peso | Fecha de lidia | Plaza de toros       | Torero        | Observaciones   | Ref.                        |
| -------- | ------ | ------- | ---- | -------------- | -------------------- | ------------- | --------------- | --------------------------- |
| Mocoso   | 10     | Cárdeno | -    | 21-09-2015     | Villaviciosa de Odón | Ángel Sánchez | Indultado       | [ 15 ] [ 16 ] [ 17 ]        |
| Burgalés | 2      | Cárdeno | -    | 27-09-2018     | Algemesí             | Ángel Téllez  | Vuelta al ruedo | [ 18 ] [ 19 ] [ 20 ] [ 21 ] |

## Características
La ganadería está formada por toros procedentes del Conde de Santa Coloma y Joaquín Buendía Peña, en la línea de este último. Atienden en sus características zootécnicas a las que recoge como propias de este encaste el Ministerio del Interior:
- Toros epilométricos, subcóncavos y brevilíneos. Son animales terciados, pero de conjunto armónico, de esqueleto y piel finos. En la cabeza resulta relevante, además de la concavidad del perfil frontonasal, el aspecto de los ojos, que son grandes y saltones. Pueden presentar el morro afilado con la cabeza alargada y estrecha de sienes, aunque lo más frecuente en que esta sea más ancha de sienes con el morro ancho y chato.
- Las encornaduras no son muy desarrolladas. El cuello tiene una longitud media, la papada aparece muy poco marcada (degollados) y el morrillo no alcanza un grado de desarrollo muy acusado. El dorso y los lomos son rectos, la grupa redondeada, las extremidades de longitud media y la cola fina.
- Las pintas típicas son principalmente cárdenas y negras, dándose en menor medida tostadas y berrendas (en negro y en cárdeno). Las pintas castañas y coloradas aparecen de forma excepcional. Los accidentales más frecuentes son el entrepelado y aquellos en forma de manchas blancas (careto, lucero, estrellado, jirón, aldiblanco, bragado, meano, calcetero, coliblanco y rebarbo).

La línea morfológica de Buendía es la más abundante del encaste Santa Coloma y la que tiene mayor influencia de la línea Saltillo de la Casta Vistahermosa. En estos toros predominan las pintas cárdenas en todas sus variantes y negras, dándose en menor medida tostadas y berrendas en negro y cárdeno. Estos pelajes suelen ir acompañados de una amplia variedad de accidentales.

## Premios y reconocimientos
- 2018: Mejor ganadería y mejor novillo de la feria de Algemesí, por la faena realizada por Ángel Sánchez al novillo Burgalés, que fue premiado con la vuelta al ruedo en el arrastre.[20]